# マヌエル1世 (ポルトガル王)
マヌエル1世（ポルトガル語: Manuel I, 1469年5月31日 - 1521年12月13日）は、ポルトガル王（在位：1495年 - 1521年）。傍流の六男として生まれながら、偶然が重なって平和裏に王位につき、さらにその治世においてインド航路の開設等の吉事に恵まれてポルトガル王国の黄金期を築いたことから、幸運王と称される。先王ジョアン2世の推し進めた中央集権化政策を継承し、海外交易による莫大な利益を背景に、ポルトガルの絶対王政を確立した。

## 生い立ち
1469年、リスボン近郊のアルコシェテで生まれる。父は第11代国王ドゥアルテ1世の三男ヴィゼウ公フェルナンド（1433年 - 1470年）。母はドゥアルテ1世の弟アヴェイロ公ジョアンの娘でフェルナンドの従姉にあたるベアトリス（1430年 - 1506年）。彼女の姉イザベルはカスティーリャ王フアン2世の2番目の王妃で、女王イサベル1世の母である（したがってマヌエルとイサベル1世は従姉弟の関係である）。
マヌエルには5人の兄、2人の姉、1人の妹がいた。上の姉レオノールは1473年に従兄の王太子ジョアン（ジョアン2世）と結婚、1481年、ジョアンの即位により王妃となった。このため、マヌエルは国王の従弟であり、かつ義弟という関係にあった。ジョアン2世は貴族や自治共同体（コンセーリョ）の特権を縮小し、王権を強化しようとしたため、それに反対する貴族らと対立した。マヌエルの兄ヴィゼウ公ディオゴは、1484年に反対派貴族の盟主として国王暗殺を企てるが失敗し、ジョアン2世によって殺された。
さらなる叛逆の盟主として祭り上げられる可能性の高くなったマヌエルは、国王から危険視され、非常に不安な時期を過ごす。陰謀が渦巻く中の1493年、マヌエルは国王からの召還命令を受け取り、覚悟を決めて王宮に赴く。しかしそこで国王から告げられたのは、マヌエルを王太子（ポルトガル公）に、つまり次期国王として指名するとの言葉であった。2年前の1491年にジョアン2世の子である王太子アフォンソが事故で薨去し、他に男子があったが非嫡出子かつ幼少であり、後ろ盾を得られず後継者候補からは外された。一方で、マヌエルの兄も既に全員他界していた。王妃である姉の働きかけもあり、貴族からも支持されてマヌエルは王太子となった。

## 治世
1495年10月、マヌエルはジョアン2世の崩御に伴い即位する。即位後ただちに、先王の治世下で財産・権限を奪われていたブラガンサ公ジャイメ1世（マヌエルのもう一人の姉イザベルの息子）などの貴族らに大部分の財産を返還し、懐柔した。一方で、中央集権化とアジアとの海上貿易路開拓という基本路線は、先王からそのまま受け継いだ。
内政では、各地域ごとに異なる租税制度や度量衡を近代化・統一化し、貴族の領地や自治共同体を含む全地方の行政・裁判を王の代官であるコレジェドール（Corregedor）の監督下に置いた。これらの諸法規の改正を全てまとめ、アフォンソ5世により公布された『アフォンソ法典』に代わる『マヌエル法典』として1521年に公布された。ただし、度量衡の統一に関しては不完全な結果に終わった。また、マヌエルの治世の間にはコルテス（身分制議会）は3度召集されたのみで（いずれもリスボンで開催）、ここにも絶対王政の特徴が現れている。
さらに、即位した年にキリスト騎士団長となり、主に海外にある騎士団領を王領に併合し、王室財産を拡大した。騎士団長の称号は、1516年にレオ10世によって正式に公認された。教皇に対しては、レオ10世が即位した1513年に祝賀の使節を送り、関係を強化した。マヌエルが新教皇に寄進した贈り物には、海外交易で得られた中国の磁器、真珠、宝石、そして外来の珍しい動物、例えば象（アンノーネと名付けられた）、豹、ペルシア馬などが含まれていた。
1521年、リスボンで崩御した。マヌエルが巨額を投じて建設させたジェロニモス修道院付属のサンタ・マリア教会に葬られた。

## 海外交易の進展
マヌエルは、ポルトガルの探検隊や商業の発展を積極的に支援した。マヌエルの命令により、1497年7月にリスボンを出港したヴァスコ・ダ・ガマは、1498年5月にインド のカリカット（コーリコード）に到達した。これにより、ポルトガルから喜望峰を経てインドへ至る海上ルートが発見された。1500年には、マヌエルによってインドに派遣されたペドロ・アルヴァレス・カブラルがブラジルに漂着した後、東航してインドに着いた。トルデシリャス条約の締結時（1494年）には予想されていなかった位置に存在していたブラジルは、条約の取り決めに基づきポルトガル領となった。
一方、インド洋では古くからアラブのイスラーム商人が活発に交易をしていたが、彼らをここから締め出し、この交易路をポルトガル商人に独占させることを目的として、1505年、フランシスコ・デ・アルメイダを初代インド総督に任命した。この地でのポルトガルの影響力拡大に危機感を抱いたエジプト（マムルーク朝）、オスマン帝国、ヴェネツィアは同盟を組み、ポルトガルに対抗する。1509年にポルトガル艦隊はディーウ沖の海戦でエジプト艦隊を破った。
同年、2代目の総督にアフォンソ・デ・アルブケルケを任命した。彼は1510年、ゴアを占領し、その地をインド領の首府とした。続いて1511年にマラッカを占領し、そこを東南アジアでの中心拠点として、周辺の島々から集めた香辛料などをゴアに送る体制をつくった。さらに1517年には、中国の広東に入港している。この2人の総督時代に、インド洋とペルシア湾での海上ルートは、ポルトガルの独占となり、アジアとポルトガルを直接結びつける海上交易路が完成した。
アフリカでは、海岸沿いに寄港拠点が点在するのみで、内陸の各王朝とは対等な友好関係が築かれ、国王同士で手紙や贈答品が交換された。例えば、コンゴ王国との間の、アフォンソ1世王とマヌエルとで交換された書簡は、両者の関係が良好であったこと、さらには当時のコンゴ王国の実態を知る上で貴重な史料である。
また、大西洋のマデイラ島での砂糖生産を王室の直轄とし、生産量を大幅に拡大させ、ヨーロッパ各地へ輸出可能となった。ポルトガルはアジアからの香辛料、アフリカからの金、そしてマデイラ島からの砂糖によって、莫大な利益を得た。

## 文化振興
海外交易によって豊かになったマヌエルは、宮廷に芸術家や科学者を多く招き、パトロンとして彼らの活動を後援した。また、リスボンのジェロニモス修道院（1502年着工、1551年完成）やベレンの塔（1515年着工、1521年完成）、トマールのキリスト教修道院（1481年に回廊を増築）に代表される華美な建造物を新築または増改築した。これらには、アフリカ・アジアの珍しい動物や、珊瑚やロープなど海に関するものをモチーフとした装飾が過剰なほどに施された。このポルトガル独自の建築様式は、後に19世紀になって「マヌエル様式」と呼ばれるようになった。

## ユダヤ教徒の強制改宗
隣国スペイン（カスティーリャ）では、1492年にユダヤ人追放令が出され、少なくとも10万人のユダヤ人が陸路でポルトガルに逃れて来た。先王ジョアン2世は、わずかな例外を除き、8ヶ月の滞在しか許さず、それを超えて滞在する者は奴隷の身分に落とした。マヌエルは即位するや、これらのユダヤ人を奴隷身分から解放した。しかし、カトリック両王の王女イサベル（事故死したアフォンソ王太子の未亡人）を妃として迎えるに当たって、スペイン側はポルトガル領内でのユダヤ教徒追放を求め、1496年にマヌエルもこれに応じた。ポルトガルでもキリスト教以外の宗教儀式は違法となり、ユダヤ人に対しては追放令が出された（トマール・シナゴーグ参考）。
しかし、商業、金融業で主要な役割を果たし、また医師などの知的専門職や職人となっている者も多いユダヤ人を追放することは、ポルトガルの経済上大損失であることを認識していたマヌエルは、彼らを国内に引き留めるために、形式的な強制改宗を断行する。1497年3月19日をもってポルトガル国内に在住する全ユダヤ教徒はキリスト教に改宗したことにして、内心での信仰の調査は20年間猶予するというものである。この期間はさらに延長され、マヌエルの治世下では結局行われなかった。しかし、表面的にキリスト教徒となったユダヤ教徒たちは、「新キリスト教徒」（マラーノ）と呼ばれ、さまざまな場面で差別を受けた。14歳未満の子は親許から引き離され、キリスト教徒の家庭に里子に出すことが義務づけられ、そこでキリスト教の価値観や習慣を身につけさせようとした。

## 結婚と子女
マヌエル1世は3度結婚した。
1497年、スペインのカトリック両王（アラゴン王フェルナンド2世とカスティーリャ女王イサベル1世）の長女イザベル（スペイン語名イサベル、1470年10月2日 - 1498年8月28日）と結婚した。彼女は前王ジョアン2世の嫡子アフォンソ王太子の妃だったが、1491年に未亡人となりスペインに帰っていた。マヌエルとの結婚後、長子ミゲルを出産したが体調を崩し、そのまま数日後に死去した。
- ミゲル（Miguel da Paz, 1498年8月24日-1500年7月19日） - ポルトガルとスペイン（カスティーリャ＝アラゴン連合王国）の第1王位継承権者

1501年、次に前妻の妹、カトリック両王の三女マリア（1482年 - 1517年3月7日）と結婚した。彼女との間には、マヌエルの後を継いで王となるジョアン3世を初めとして10人の子が誕生した。
- ジョアン（João, 1502年6月6日 - 1557年6月11日） - ジョアン3世。
- イザベル（Isabel, 1503年10月24日 - 1539年5月1日） - 神聖ローマ皇帝カール5世妃。
- ベアトリス（Beatriz, 1504年12月31日 - 1538年1月8日） - サヴォイア公カルロ3世妃。
- ルイース（Luís, 1506年3月3日 - 1555年11月27日） - ベージャ公。未婚だが、庶子アントニオ（1580年にポルトガル王位をイザベル王女の子、スペイン王フェリペ2世と争う）がいる。
- フェルナンド（Fernando, 1507年6月5日 - 1534年11月7日） - グアルダ公。マリアルバ女伯ギオマール・コウティーニョと結婚。
- アフォンソ（Afonso, 1509年4月23日 - 1540年4月21日） - 枢機卿。
- マリア（Maria, 1511年 - 1513年）
- エンリケ（Henrique, 1512年1月31日 - 1580年1月31日） - 枢機卿。セバスティアン1世（ジョアン3世の孫）の摂政を務めていたが、セバスティアン1世が未婚のまま後継者を残さず戦死したため王位を継承した（エンリケ1世）。
- ドゥアルテ（Duarte, 1515年10月7日 - 1540年9月20日） - ギマランイス公。ブラガンサ公ジャイメの娘イザベルと結婚。ジョアン4世の曾祖父。
- アントニオ（António, 1516年9月9日 - 1516年）

1518年、最後にハプスブルク家のフィリップ美公（カスティーリャ王フェリペ1世）とカトリック両王の次女フアナ（カスティーリャ女王）の長女レオノール（前妻2人の姪、1498年11月15日 - 1558年2月25日）と結婚した。彼女はマヌエルの死後、1530年にフランス王フランソワ1世と再婚する。
- カルロス（Carlos, 1520年2月18日 - 1521年4月14日）
- マリア（Maria, 1521年6月18日 - 1577年10月10日） - ヴィゼウ女公。未婚。